# Leptasterias leptodoma
Leptasterias leptodoma är en sjöstjärneart som beskrevs av Fisher 1930. Leptasterias leptodoma ingår i släktet Leptasterias och familjen trollsjöstjärnor. Inga underarter finns listade i Catalogue of Life.